# Głębokie-Kolonia
Głębokie-Kolonia – część wsi Głębokie w Polsce, położona w województwie lubelskim, w powiecie lubartowskim, w gminie Uścimów.
W latach 1975–1998 Głębokie-Kolonia należało administracyjnie do województwa lubelskiego.